# Docosia flabellata
Docosia flabellata är en tvåvingeart som beskrevs av Xu, Wu och Yu 2003. Docosia flabellata ingår i släktet Docosia och familjen svampmyggor. Inga underarter finns listade i Catalogue of Life.